# Cophoscottia
Cophoscottia is een geslacht van rechtvleugeligen uit de familie krekels (Gryllidae). De wetenschappelijke naam van dit geslacht is voor het eerst geldig gepubliceerd in 1951 door Chopard.

## Soorten
Het geslacht Cophoscottia omvat de volgende soorten:
- Cophoscottia cercata Chopard, 1934
- Cophoscottia fascipes Chopard, 1962
- Cophoscottia ornaticeps Chopard, 1951
- Cophoscottia palpata Chopard, 1962